# Joe Sise
Joe Momodou-Alieu Sise (Halmstad, 12 dicembre 1989) è un ex calciatore svedese, di ruolo attaccante.

## Caratteristiche tecniche
Ronny Rosenthal lo paragonò a John Carew, per la sua forza fisica e per la sua velocità.

## Carriera

### Club

#### Gli inizi
Sise cominciò la carriera con la maglia dello Snöstorp Nyhem, piccolo club della città di Halmstad. Nel 2004, quindicenne, fu promosso in prima squadra. Sostenne un provino anche con il Milan e con il Manisaspor, a cui non seguirono offerte di contratto. Nella primavera 2008, passò al Värnamo con la formula del prestito.

#### L'esordio nell'Allsvenskan
Durante la finestra di trasferimento estiva, passò ai rivali cittadini dell'Halmstad. Debuttò nella Allsvenskan il 24 ottobre 2008, sostituendo Emir Kujović nel pareggio a reti inviolate contro il Sundsvall. Il 23 aprile 2009 segnò la prima rete nella massima divisione svedese, nel successo per 3-1 sull'Helsingborg.
Agli inizi del 2011, sostenne un provino per il Norrköping, anche stavolta senza frutti. Alla fine del campionato 2011, si svincolò dall'Halmstad. Ad ottobre 2011, si aggregò in prova agli scozzesi dei Rangers.

#### Il trasferimento al Nordsjælland
Il 25 gennaio 2012 firmò un contratto con i danesi del Nordsjælland. Durante la sua parentesi di tre anni in Danimarca, non riuscì mai a scendere in campo con la complicità di una lunga serie di gravi infortuni o di altri problemi fisici, come un'infezione a seguito di un'operazione al ginocchio. Il 31 dicembre 2014, a fine contratto, diventò svincolato.

#### Il ritorno in Svezia
Dopo essere rimasto alcuni mesi senza squadra, il 25 febbraio 2016 fu ufficializzato il suo ingaggio da parte dell'Halmia, altra squadra della città di Halmstad ma militante in Division 2 (quarta serie nazionale). Rimase fino alla scadenza contrattuale dell'estate 2018, continuando talvolta a fare i conti con alcuni problemi fisici come già avvenuto in carriera.
Nell'agosto 2018 firmò un contratto di breve durata con il Landskrona BoIS, squadra impegnata nella lotta salvezza della Superettan 2018. La squadra non riuscì a evitare l'ultimo posto in classifica e la conseguente retrocessione, con Sise che concluse la parentesi in bianconero con 5 presenze e 0 reti.